# Hummelholm (Kumlinge, Åland)
Hummelholm med Hjortronskär är en ö i Åland (Finland). Den ligger i Skärgårdshavet och i kommunen Kumlinge i landskapet Åland, i den sydvästra delen av landet. Ön ligger omkring 53 kilometer öster om Mariehamn och omkring 230 kilometer väster om Helsingfors.
Öns area är 19,9 hektar och dess största längd är 0,8 kilometer i sydöst-nordvästlig riktning.

## Delöar och uddar
- Hummelholm 60°16′13″N 20°50′54″Ö / 60.27029°N 20.84833°Ö
- Hjortronskär 60°16′15″N 20°50′38″Ö / 60.2709°N 20.84386°Ö